# Ultimate Indoor Football League
La Ultimate Indoor Football League (UIFL) fue una liga profesional de fútbol americano, la temporada inaugural inicio en 2011 el 18 de febrero. El primer partido de la liga fue jugado en el Dow Event Center en Saginaw, Míchigan entre Saginaw Sting y Eastern  Kentucky Drillers. Michael Taylor y Andrew Haines son cofundadores de la liga; Haines fue propietario y fundador de la American Indoor Football Association y la Mid-Atlantic Hockey League. El logo de la UIFL es casi idéntico a uno usado por la AIFL en la temporada 2006. La liga tiene su sede en Canton, Ohio.
La liga anunció que 5 equipos estarían basados en la región de los Apalaches, con equipos en las ciudades de Canton, Ohio; Johnstown, Pensilvania; Pikeville, Kentucky; Highland Heights, Kentucky; y Huntington, Virginia Occidental. De estas 5 ciudades, tres (Canton, Johnstown, y Huntington) tuvieron un equipo en la AIFL. Las otras 2 ciudades nunca han tenido un equipo de fútbol americano indoor (Highland Heights normalmente es considerado parte del área metropolitana de Cincinnati, Ohio). El sexto equipo que se anunció fue Saginaw Sting, proveniente de la Indoor Football League.

## Equipos 2011
En este mapa se muestra la ubicación física de los equipos que forman la Ultimate Indoor Football League en la actualidad.